# F. Duncan Haldane
Frederick Duncan Michael Haldane FRS (født 14. september 1951) er en britisk fysiker og Eugene Higgins professor i fysik ved fysikinstitutionen ved Princeton University i USA, og en Distinguished Visiting Research Chair  vid Perimeter Institute for Theoretical Physics. Han fik i 2016 Nobelprisen i fysik sammen med David J. Thouless og John M. Kosterlitz.